# Pistyll
Pistyll est un village et une communauté du Gwynedd, au pays de Galles.

## Géographie
Pistyll est situé sur la côte septentrionale de la péninsule de Llŷn. La communauté comprend aussi les villages et hameaux de Carnguwch (en) et Llithfaen (en), ce dernier étant plus peuplé que Pistyll même.

## Démographie
Au recensement de 2011, la communauté de Pistyll comptait 566 habitants.